# Kungliga Vetenskaps-Societeten i Uppsala
Kungliga Vetenskaps-Societeten i Uppsala (KVS) är ett svenskt lärt samfund och den äldsta av de svenska kungliga akademierna. De första stegen mot akademiens tillkomst togs 1710.
Enligt portalparagrafen i Societetens stadgar har den till uppgift att främja vetenskaplig forskning, i främsta rummet inom matematik, naturvetenskap och medicin, samt rörande Sveriges natur och forntid. Societeten söker verka för sin uppgift genom: 
1. a) offentliggörande av vetenskapliga avhandlingar;
2. b) understöd och belöningar för vetenskapliga arbeten;
3. c) samlande och tillhandahållande av vetenskaplig litteratur, särskilt periodisk;
4. d) föredrag över vetenskapliga ämnen.

Societeten har 130 ordinarie svenska ledamöter och 100 utländska. Ledamöterna är indelade i fyra klasser: den fysisk-matematiska klassen (40 ordinarie svenska och 40 utländska ledamöter), naturalhistorisk-medicinska klassen (50/40), historisk-arkeologiska klassen (20/10) och teknisk-ekonomiska klassen (20/10). Den naturalhistorisk-medicinska klassen har två delar: delen för medicin (30 ordinarie svenska ledamöter) och delen för övrig naturalhistoria (20). När en ordinarie svensk ledamot uppnår 70 års ålder blir platsen ledig för nytt inval.
Societeten sammanträder i sitt eget hus vid S:t Eriks torg i Uppsala.
Societeten delar ut ett antal priser och belöningar. Det äldsta är Linnépriset, tillkommet genom en donation från Carl von Linnés änka Sara Elisabeth Moraea år 1803. Celsiusmedaljen i guld är Societetens främsta pris tillsammans med Thuréuspriserna, tillkomna genom en donation från makarna Sven och Lily Thuréus. Societeten delar också ut det Bergstedska priset, Thalénska priset och Benzeliusbelöningarna.

## Historia

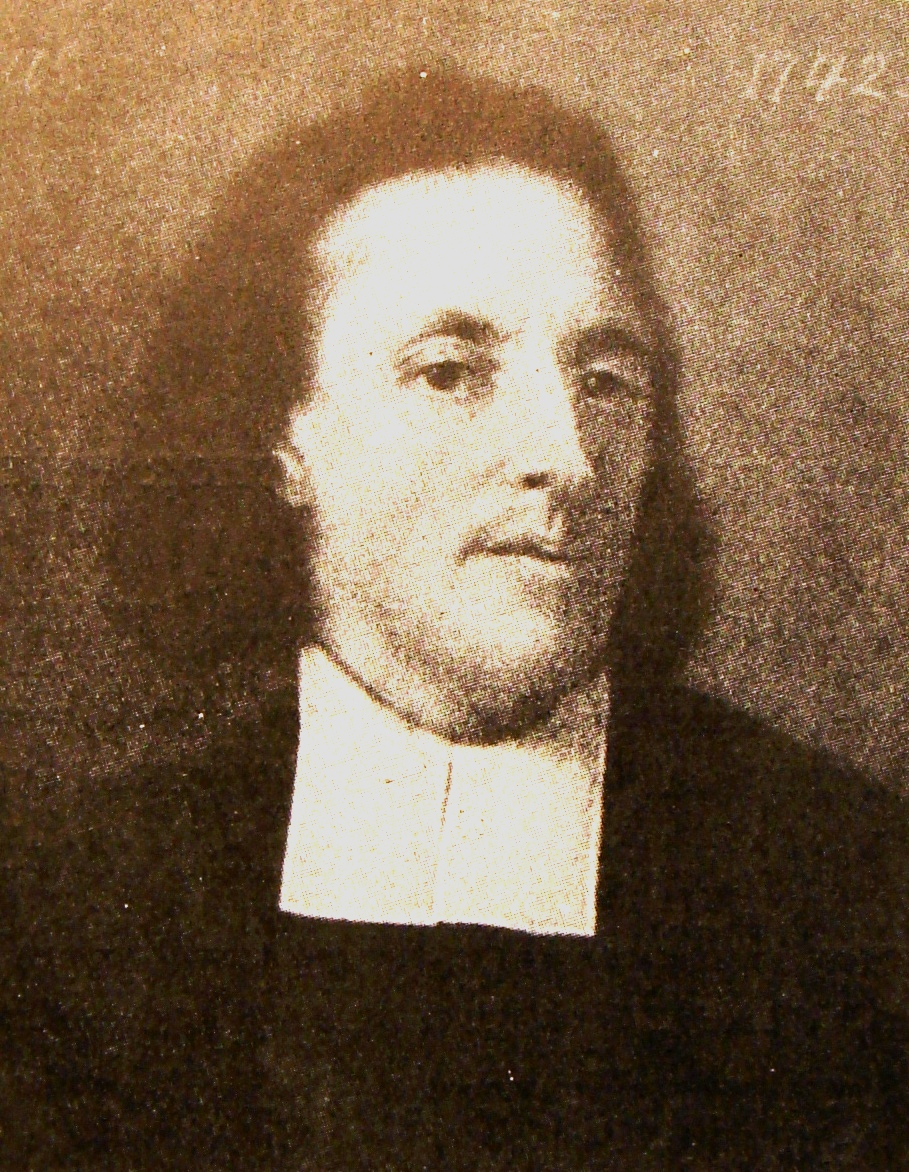
Erik Benzelius den yngre.

Under 1600-talet svepte den vetenskapliga revolutionen genom Europa. Den nya naturvetenskapen hade emellertid svårt att få fritt spelrum inom universiteten, som huvudsakligen var läroanstalter för präster och tjänstemän. Det religiösa inflytandet var stort och skolastiken satte sin prägel på utbildning och förhållningssätt. Lösningen för de vetenskapliga fritänkarna blev bildandet av lärda sällskap, vetenskapsakademier. I England grundades Royal Society 1662 och i Frankrike kom Académie des sciences till 1666.
Societeten leder sitt ursprung till det Collegium Curiosorum som dåvarande universitetsbibliotekarien Erik Benzelius den yngre samlade i Uppsala 1710. Benzelius hade inspirerats av intryck från en flerårig vistelse på kontinenten där han bland annat hade träffat polyhistorn Gottfried Wilhelm von Leibniz som då var i färd med att grunda vetenskapsakademien i Berlin. Den utlösande faktorn för Benzelius initiativ var kontakterna med Christopher Polhem. Denne önskade publicera sina mekaniska rön och behövde hjälp av de lärda i Uppsala, dels för att få sina studier granskade och dels för att få tillgång till en publiceringskanal.
De första årens diskussioner i Collegium Curiosorum sammanställdes och trycktes i Dædalus Hyperboreus 1716-1718 av Emanuel Swedenborg. Han hade Erik Benzelius den yngre som svåger.
Efter några års uppehåll återupptog Erik Benzelius den yngre mötesverksamheten 1719. Man kallade sig då ”Societeten” och på latin Societas literaria Sueciæ. I efterhand har ibland namnet Bokwettesgillet använts för att referera till sällskapet under denna tid. Det formella inrättandet av Kungliga Vetenskaps-Societeten skedde 1728 av Fredrik I efter föredragning av sällskapets Preses Illustris Arvid Horn. På latin blev namnet Societas literaria et scientiarum, senare modifierat till Societas regia scientiarum Upsaliensis.

## Publikationer

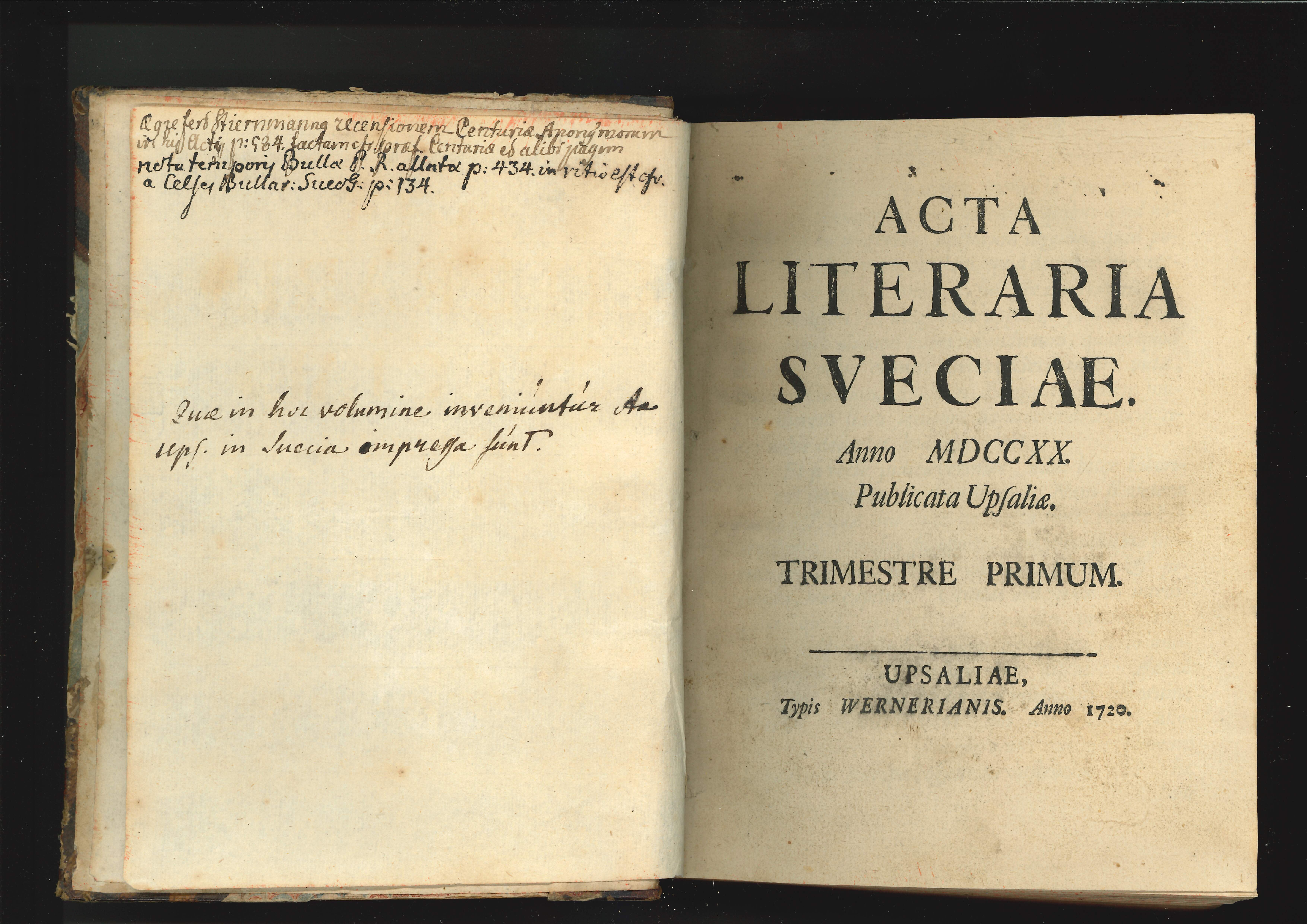
Första numret av Acta Literaria Sueciæ från 1720

Societeten började 1720 ge ut tidskriften Acta Literaria Sueciæ, Sveriges äldsta, långvariga vetenskapliga tidskrift. Dess namn modifierades i omgångar; 1730–1739 hade den titeln Acta Literaria et Scientiarum Sueciæ, 1740–1750 Acta Societatis Regiæ Scientiarum Upsaliensis och från 1773 Nova Acta Societatis Regiæ Scientiarum Upsaliensis. Den sista regelbundna årgången gavs ut 1967, alltså nära 250 år efter inrättandet.  
Societetens handlingar utgavs på latin fram till år 1863. Publikationsspråket var tidigt ett tvisteämne, likaså lokaliseringen. På 1730-talet argumenterade bland annat Mårten Triewald för att Societetens säte borde vara i Stockholm och att tidskriftens språk skulle vara svenska. Placeringen i huvudstaden skulle underlätta kontakterna med landets ledning, och när Triewald inte fick gehör för sina tankar tog han tillsammans med Carl von Linné, Anders Johan von Höpken med flera initiativ till bildandet av Kungliga Vetenskapsakademien i Stockholm 1739. Deras Handlingar trycktes på svenska, och akademien fick genast goda kontakter med Hattpartiet och dess nyttoriniktade politik.
Societeten ger sedan 1938 ut en årsbok.

## Societetens hus

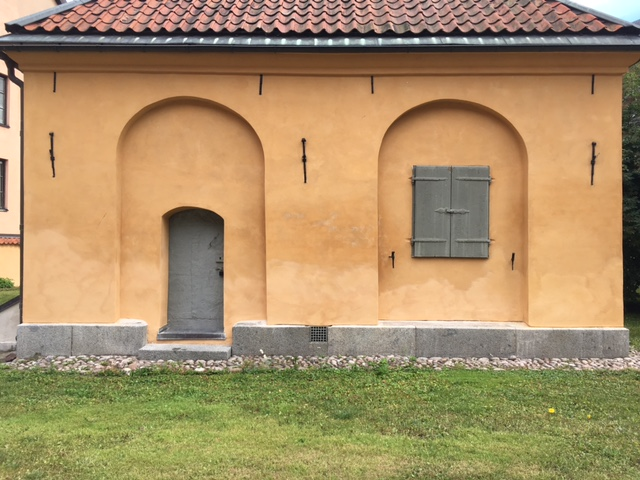
Schefferska huset (Schefferianum)

Kungl. Vetenskaps-Societeten äger ett 1700-talshus vid S:t Eriks torg 1 i Uppsala, som i dag är byggnadsminnesförklarat. Det härrör från en donation av Johan Abraham Gyllenhaal och Fredric Ziervogel 1788 då Societeten samtidigt erhöll en av landets största naturaliesamlingar, samt en stor boksamling. Det var särskilt rikt på mineraler, petrifikater, snäckor och insekter. Samlingarna skingrades i mitten av 1800-talet där merparten togs över av Uppala universitet.
På fastigheten finns också Schefferus bibliotek, en stenbyggnad som kallas för Schefferska huset och uppförd på 1660-talet av den Skytteanska professorn Johannes Schefferus. Det är ett av Uppsalas allra äldsta hus.

## Funktionärer
Societetens sammankomster leds av en Preses, ett uppdrag som roterar varje år. Ekonomin sköts av en Skattmästare medan verksamheten i stort drivs av den Ständige Sekreteraren. Sedan tillkomsten har Societeten haft följande sekreterare:

- Erik Benzelius den yngre (1719–1720)
- Eric Burman (1721–1725)
- Anders Celsius  (1725–1744)
- (Samuel Klingenstierna 1732–1733, ersättare för Celsius)
- (Johan Ihre 1733–1737, ersättare för Celsius)
- Carl von Linné (1744–1767)
- Carl Aurivillius (1767–1786)
- Eric Prosperin (1786–1803)
- Pehr Fabian Aurivillius (1803–1829)
- Jöns Svanberg (1829–1850)
- Elias Fries (1850–1868)
- Anders Jonas Ångström (1868–1875)
- Olof Glas (1875–1880)
- Robert Thalén (1880–1901)
- Nils Dunér (1901–1913)
- Sven Gustaf Hedin (1913–1932)
- Carl Wilhelm Oseen (1932–1933)
- Östen Bergstrand (1933–1948)
- Gunnar Malmqvist (1948–1963)
- Åke Wallenquist (1963–1974)
- Per Olof Fröman (1974–1982)
- Lars-Olof Sundelöf (1982–2013)
- Hans Ellegren (2013–2023)
- Jonas Bergquist (2023-)